# Писанко, Игорь Владимирович
Игорь Владимирович Писанко (25 сентября 1968, Томск) — советский и российский футболист, вратарь, футбольный судья.

## Биография
Воспитанник томского футбола, занимался с пятилетнего возраста в секции «Темп» и других. Тренеры — Анатолий Иванович Ярыгин, Виталий Иванович Соловьёв.
В 1985 году дебютировал на взрослом уровне в составе главной команды города — «Манометра» (позднее — «Томь») во второй лиге. Был дублёром капитана и рекордсмена команды по числу матчей Сергея Краснослободцева. За четыре неполных сезона в томском клубе сыграл лишь 12 матчей. Также во второй половине 1980-х годов проходил военную службу в спортротах в Омске и Новосибирске, становился победителем первенства Новосибирской области.
В 1989 году перешёл в новосибирский «Чкаловец», где со временем стал основным вратарём. За девять сезонов сыграл 185 матчей в первенствах СССР и России во второй и первой лигах. В 1994 году стал победителем зонального турнира второй лиги России. Покинул команду в конце 1996 года, после вылета из первой лиги.
В 1997 году вернулся в «Томь», где сменил завершившего карьеру Краснослободцева. В том же году стал победителем зонального турнира второго дивизиона, затем два сезона провёл в первом дивизионе. В 1999 году завершил игровую карьеру из-за травмы ахилла.
Всего в первенствах СССР и России среди профессионалов (мастеров) сыграл 251 матч, в том числе в первом дивизионе — 142 матча. В Кубке России участвовал в матчах 1/16 и 1/8 финала против клубов высшего дивизиона — «Уралмаша» и ЦСКА.
После окончания игровой карьеры стал футбольным арбитром, представлял город Новосибирск. В качестве главного арбитра в 2001—2007 годах судил матчи второго дивизиона. В качестве ассистента (линейного судьи) в 2005—2014 годах принял участие в 130 матчах премьер-лиги. Работал линейным арбитром в финале Кубка России 2014 года, Суперкубке России 2013 года, матчах Лиги Европы. Также в этот период работал детским тренером в Новосибирске.

## Достижения
- Победитель второго дивизиона России: 1994 (зона «Сибирь»), 1997 (зона «Восток»)

## Личная жизнь
Супруга Ольга, есть дочь Марина и внукиДаниил,Кирилл,Семён Медведевы.